# 앨리스 (드라마)
《앨리스》는 2020년 8월 28일부터 10월 24일까지 UHD로 방송된 SBS 금토 드라마다.

## 기획 의도
죽음으로 인해 영원한 이별을 하게 된 남녀가 시간과 차원의 한계를 넘어 마법처럼 다시 만나게 되면서 벌어지는 이야기

## 등장 인물

### 주요 인물
- 김희선 : 2020년 윤태이 / 1992년 박선영 역(1인 2역) - 1989년생 32살 시간여행의 비밀을 밝히는 괴짜 물리학자 / 시간여행의 비밀을 쥔 미래의 과학자.
- 주원 : 박진겸 역 - 1992년생, 29세. 형사. 유민혁과 박선영의 아들 (아역 : 문우진)
- 곽시양 : 유민혁 역 - 진겸의 친부 2050년 30대중반. 시간여행자를 보호하는 앨리스의 정예요원으로 시간여행에 대한 가치판단을 하기보다는 자신에게 주어진 임무를 묵묵히 수행하는 인물.
- 이다인 : 김도연 역 - 29세. 밝고 긍정적인 성격과 따뜻한 성품을 지닌 사회부기자
- 김상호 : 고형석 역 - 50대 초반, 서울남부경찰서 형사 2 팀장. 진짜 고형사는 사망, 시간여행자
- 최원영 : 석오원 역 - 50대 초반, 카이퍼 첨단과학연구소 소장

### 경찰서 식구들
- 이재윤 : 김동호 역 - 서울남부경찰서 형사 2팀 경사
- 정욱 : 하용석 역 - 좋은 아빠, 착한 남편이 될 준비를 완벽하게 끝낸 노총각 형사
- 송지혁 : 홍정욱 역 - 형사과에서 가장 세련됐다고 자부하는 가벼운 뺀질이
- 최홍일 : 윤종수 역 - 서울남부경찰서장

### 앨리스 직원들
- 김경남 : 기철암 역 - 시간여행자. 앨리스 본부장
- 황승언 : 오시영 역 - 앨리스 관제실장
- 양지일 : 최승표 역 - 가이드팀, 날카로운 눈매에 날렵한 체형을 가진 남자
- 김선아 : 정혜수 역 - 가이드팀 막내, 커리어우먼 스타일이지만 액션에도 손색없는 건강미를 갖췄다

### 경찰서 앞 중국집 수사반점
- 최정우 : 태이 부 역
- 오영실 : 태이 모 역
- 이다빈 : 윤태연 역 - 태이의 여동생

### 시간 여행자
- 오연아 : 은수 모 역 - 죽은 딸을 살리기 위해 시간여행을 온 엄마
- 이정현 : 양홍섭 역 - 어린 시절(2016년 생으로, 2020년 기준 만 4살) 자신을 괴롭히던 형에게 복수를 꿈꾸며 시간여행을 온 남자. 잔인하고 왜곡된 성격의 소유자
- 박인수 : 이세훈 역 - 미래에서 온 시간여행자
- 윤주만 : 주해민 역 - 미래에서 온 연쇄살인마

### 그 외 인물
- 배해선 : 김인숙 역 - 44세. 고형사의 아내
- 민준호 : 김정배 역 - 도연의 신문사인 세경일보 사회부 부장. 강약 약강의 전형적인 조직 내 부장 스타일
- 이수웅 : 정기훈 역 - 시간여행자의 불법체류를 돕는 브로커
- 임재혁 : 이대진 역 - 석오원의 보디가드이자 물리적인 일을 주로 해결해 주는 특수부대 출신 수행원
- 서동석 : 인질범 역
- 이승형 : 은수 부 역
- 장현성 : 장동식 역 - 천재 물리학자, 윤태이의 친아버지
- 공동원 : 관제실 요원 역
- 이은희 : 문서진 역 - 카이퍼 첨단과학연구소의 연구원
- 김동균 : 도연 부 역
- 이진아 : 도연 모 역
- 장효석 : 형사 역

## 제작 지원
- 메트로시티

## 수상
- 2020 SBS 연기대상 프로듀서상 주원
- 제 7회 아시아태평양 스타 어워즈 미니시리즈부문 여자 최우수연기상 김희선

## 시청률
최저 시청률과 최고 시청률은 시청률 조사회사와 지역별로 시청률에 차이가 있을 수 있습니다.
| 2020년      | 2020년      | 2020년         | 2020년         | 2020년       | 2020년 |
| 회차        | 방송일      | TNmS 시청률    | AGB 시청률     | AGB 시청률   |        |
| 회차        | 방송일      | 대한민국(전국) | 대한민국(전국) | 서울(수도권) |        |
| ----------- | ----------- | -------------- | -------------- | ------------ | ------ |
| 제1회       | 8월 28일    | -              | 4.1%           | -            |        |
| 제1회       | 8월 28일    | 5.2%           | 6.1%           | 6.3%         |        |
| 제2회       | 8월 29일    | -              | 6.4%           | 7.0%         |        |
| 제2회       | 8월 29일    | 8.9%           | 9.2%           | 10.2%        |        |
| 제3회       | 9월 4일     | 6.5%           | 7.2%           | 8.1%         |        |
| 제3회       | 9월 4일     | 7.9%           | 8.4%           | 9.8%         |        |
| 제4회       | 9월 5일     | 6.6%           | 8.7%           | 9.6%         |        |
| 제4회       | 9월 5일     | 7.9%           | 10.6%          | 11.4%        |        |
| 제5회       | 9월 11일    | 6.2%           | 6.8%           | 7.4%         |        |
| 제5회       | 9월 11일    | 6.9%           | 8.1%           | 8.5%         |        |
| 제6회       | 9월 12일    | -              | 8.0%           | 9.3%         |        |
| 제6회       | 9월 12일    | -              | 9.9%           | 11.3%        |        |
| 제7회       | 9월 18일    | 6.5%           | 7.4%           | 8.2%         |        |
| 제7회       | 9월 18일    | 7.3%           | 8.6%           | 9.4%         |        |
| 제8회       | 9월 19일    | 6.4%           | 7.4%           | 7.7%         |        |
| 제8회       | 9월 19일    | 8.5%           | 9.6%           | 10.0%        |        |
| 제9회       | 9월 25일    | 5.2%           | 6.0%           | 6.1%         |        |
| 제9회       | 9월 25일    | 5.6%           | 7.0%           | 7.5%         |        |
| 제10회      | 9월 26일    | 7.3%           | 7.0%           | 7.3%         |        |
| 제10회      | 9월 26일    | 8.5%           | 8.7%           | 8.9%         |        |
| 제11회      | 10월 9일    | 5.4%           | 6.0%           | 6.2%         |        |
| 제11회      | 10월 9일    | 6.2%           | 7.6%           | 8.2%         |        |
| 제12회      | 10월 10일   | 6.6%           | 7.2%           | 7.6%         |        |
| 제12회      | 10월 10일   | 7.4%           | 8.5%           | 8.8%         |        |
| 제13회      | 10월 16일   | 5.3%           | 6.4%           | 7.3%         |        |
| 제13회      | 10월 16일   | 6.3%           | 7.4%           | 8.5%         |        |
| 제14회      | 10월 17일   | 5.7%           | 6.1%           | 6.7%         |        |
| 제14회      | 10월 17일   | 7.0%           | 8.6%           | 9.0%         |        |
| 제15회      | 10월 23일   | 5.4%           | 5.9%           | 6.1%         |        |
| 제15회      | 10월 23일   | 6.1%           | 7.0%           | 7.4%         |        |
| 제16회      | 10월 24일   | 5.6%           | 7.0%           | 7.3%         |        |
| 제16회      | 10월 24일   | 7.7%           | 9.1%           | 9.8%         |        |
| 평균 시청률 | 평균 시청률 | 6.65%          | 7.56%          | 8.29%        |        |

## 동일 소재 드라마
- 배가본드 : 2019년 가을에 방송된 SBS 금토 드라마
- 검은 태양 : 2021년 가을에 방송된 MBC 금토 드라마

## 결방 및 편성 변경 사유
- 10월 2일 : 추석특선영화 '사자' 편성 관계로 결방되었다.
- 10월 3일 : 추석특선영화 '82년생 김지영' 편성 관계로 결방되었다.

## OST
다음은 오리지널 사운드트랙(OST) 싱글 앨범에 포함된 곡들이며, 정렬기준은 출시 순입니다.
- Part.1 유주 (여자친구) - Secret(Feat. ISHXRK) (2020.08.28 발매)
- Part.2 벤 - Whenever Wherever Whatever (2020.09.04 발매)
- Part.3 임한별 - 별 (2020.09.18 발매)
- Part.4 엔플라잉 (N.Flying) - From You (2020.09.26 발매)
- Part.5 노을 - 기억해요 (2020.10.10 발매)

## 참고 사항
- 최원영과 이다인은 KBS 2TV 수목드라마 《닥터 프리즈너》에 이어서 두 번째로 같이 출연하는 작품이며 SBS 자회사 더스토리웍스에서 스튜디오 S로 상호명이 변경된 후[2] 처음 외주제작한 작품(스토리웍스 포함)이다.
- 당초 김희선이 맡은 윤태이의 아버지 역할로 김병옥이 거론됐으나[3], 음주운전 물의사고로 인하여 최정우가 해당 배역을 맡게 되었다.
- 주원은 이 작품을 통해, KBS 2TV 주말드라마 《오작교 형제들》에 이어서 8년 만에 형사 역할을 맡게 되었다.
- 당초 2020년 8월 14일부터 방송될 예정이었지만, 코로나19 확산 여파로 말미암아 금토드라마 방송 시간 동안 편성 공백을 메우기 위하여 여름특선영화 '악인전'과 '국가부도의 날'을 우선 편성한 후, 2020년 8월 28일부터 방송을 시작하였다.
- 본 드라마는 픽션이며, 실제와 관련 없음을 밝힌다. 또한 본 작품의 화면은 레터박스로 구성되었다.

## 같이 보기
- 대한민국의 텔레비전 드라마 목록 (ㅇ)
- 2020년 대한민국의 텔레비전 드라마 목록